# Lakó Éva
Lakó Éva, Lakóné Hegyi Éva (Kajántó, 1935. október 27. –) régészeti szakíró, muzeológus.

## Életpályája
1953-ban érettségizett a dési magyar nyelvű líceumban. 1957-ben szerzett diplomát a Bolyai Tudományegyetem történelmi karán, Kolozsváron. A zilahi Történelmi és Művészeti Múzeum kutatójaként szakterülete a kő- és bronzkorszak, valamint a római kor. Emellett behatóan foglalkozik a református úrasztali textíliákkal. Tanulmányai főként a szilágysági területekre vonatkoznak. Régészeti tárgyú írásait főleg román nyelven közölte; ismeretterjesztő írásai az Előre, Falvak Dolgozó Népe, Művelődés, Erdélyi Múzeum hasábjain jelentek meg.

## Jelentősebb művei
- Első két - E. Chirilăval közös – dolgozata a zilahi pénzleletekről a Tezaure monetare din nordul Transilvaniei sec. XVI-XVIII (Zilah 1970) című kötetben jelent meg,
- Drágakő leletjegyzéke Lucia Țeposu-Marinescuval közösen készült Catalogul colecției de geme romane (Zilah 1973) címmel,
- Az Acta Musei Porolissensis című évkönyvben tanulmánya jelent meg a zoványi neolitikum-kori ásatások eredményeiről és az ott talált kultikus edényekről (1977),
- Alexandru Matei társszerzővel együtt állította össze Szilágy megye római kori leleteinek és telepeinek repertóriumát (1979),
- Elkészítette a kőkorszak és bronzkorszakba való átmenet megyei leleteinek helyrajzát (1981),
- Tudor Soloceanuval közösen készítette Felsőszék és Drág bronztelepeinek régészeti bemutatását (1981, 1984),
- Összeállította Szilágy megye rézkori baltáinak adattárát (1983),
- 1990-ben indult Szilágysági Szó Kőbe vésett emlékeink című sorozata a Szilágyság kiemelkedő személyiségeiről.
- Szilágysági református úrasztali terítők címmel a Művelődésben jelent meg írása 1992-ben,
- A zilahi nagytemető néhány régi sírköve címmel írt cikket az Erdélyi Múzeum, 1997, 1-2 számában,
- Bajusz Istvánnal közösen készített tanulmánya: Szilágysági református úrasztali felszerelések a 16-18. századból, Szilágysági magyarok (1999),
- Wagner Ernővel közös írása A zilahi kalandosok, Erdélyi Múzeum (2001).